# Catán Lil (departamento)
Catán Lil é um departamento da Argentina, localizado na província de Neuquén.